# Phrynobatrachus parvulus
Phrynobatrachus parvulus är en groddjursart som först beskrevs av George Albert Boulenger 1905.  Phrynobatrachus parvulus ingår i släktet Phrynobatrachus och familjen Phrynobatrachidae. IUCN kategoriserar arten globalt som livskraftig. Inga underarter finns listade i Catalogue of Life.